# Jesús David Murillo
Jesús David Murillo (Cali, 1994. február 18. –) kolumbiai labdarúgó, a mexikói Juárez hátvéde.

## Pályafutása
Murillo a kolumbiai Cali városában született. Az ifjúsági pályafutását az Independiente Medellín akadémiájánál kezdte.
2013-ban mutatkozott be a Deportivo Pasto felnőtt keretében. 2015-ben a Patriotas Boyacához, majd 2018-ban az Independiente Medellínhez igazolt. A 2020-as szezon második felében az észak-amerikai első osztályban szereplő Los Angeles csapatát erősítette kölcsönben. 2021. január 22-én szerződést kötött az amerikai együttessel. Először a 2021. április 18-ai, Austin ellen 2–0-ra megnyert mérkőzésen lépett pályára. Első gólját 2022. április 3-án, az Orlando City ellen idegenben 4–2-es győzelemmel zárult találkozón szerezte meg. 2025. január 2-án a mexikói Juárez szerződtette.

## Statisztikák
2022. november 5. szerint
| Klub        | Szezon   | Osztály  | Bajnokság | Bajnokság | Kupa és Ligakupa | Kupa és Ligakupa | Nemzetközi | Nemzetközi | Összesen | Összesen |
| Klub        | Szezon   | Osztály  | Meccs     | Gól       | Meccs            | Gól              | Meccs      | Gól        | Meccs    | Gól      |
| ----------- | -------- | -------- | --------- | --------- | ---------------- | ---------------- | ---------- | ---------- | -------- | -------- |
| Los Angeles | 2020     | MLS      | 6         | 0         | 0                | 0                | 3          | 0          | 9        | 0        |
| Los Angeles | 2021     | MLS      | 33        | 1         | 0                | 0                | —          | —          | 33       | 1        |
| Los Angeles | 2022     | MLS      | 32        | 3         | 1                | 0                | 1          | 0          | 34       | 3        |
| Összesen    | Összesen | Összesen | 71        | 4         | 1                | 0                | 4          | 0          | 76       | 4        |

## Sikerei, díjai
Los Angeles
- MLS
  - Bajnok (1): 2022
  - Döntős (1): 2023

- US Open Cup
  - Győztes (1): 2024

- CONCACAF-bajnokok ligája
  - Ezüstérmes (2): 2020, 2023

- Campeones Cup
  - Ezüstérmes (1): 2023

- Leagues Cup
  - Ezüstérmes (1): 2024

Egyéni
- MLS All-Stars: 2021